# مدل تولید متحرک
مدل تولید ترافیک مدلی تصادفی از جریان‌های ترافیکی یا منابع داده‌ای در شبکه ارتباطی مانند یک شبکه سلولی یا یک شبکه کامپیوتری می‌باشد. مدل تولید بسته، مدل تولید ترافیکی جریان‌های بسته ای یا منابع داده‌ای در شبکه‌های سوئچینگ بسته‌ای می‌باشد. برای مثال، مدل ترافیک وب مدلی برای داده‌هایی ست که توسط مرورگر وب یک کاربر فرستاده و دریافت می‌شود. این مدل‌ها در توسعه تکنولوژی‌های ارتباطات راه دور، از بعد تحلیل کارایی و گنجایش پروتکول‌ها، الگوریتم‌ها و توپولوژی شبکه‌های مختلف مفید می‌باشند.

## کاربرد
کارایی شبکه می‌تواند توسط اندازه‌گیری ترافیک شبکه در یک شبکه testbed با استفاده از مولد ترافیکی شبکه مانند iperf، bwping و Mausezahn تحلیل شود. مولد ترافیکی شبکه بسته‌های ساختگی را ارسال می‌کند، که اغلب شناسه گر یکتایی را دارند، این امکان را می‌دهند که مسیری از ارسال بسته در شبکه نگهداری شود.
آنالیز عددی از شبیه‌سازی شبکه استفاده می‌کند که اغلب روش‌های گران قیمتی هستند.
روش تحلیلی با استفاده از نظریه صف ممکن است برای مدل ترافیکی ساده شده امکان‌پذیر باشد، اما اگر از مدل ترافیک واقعی استفاده شود پیچیدگی و سختی آن غالباً بیشتر خواهد شد.

## مدل منابع حریصانه
مدل داده‌ای بسته‌ای ساده شده، مدل منایع حریصانه است. ممکن است این مدل بیشترین توان عملیاتی برای ترافیک‌های بهترین تلاش (بدون هیچ گونه تضمینی برای کیفیت خدمات) کاربرد داشته باشند. بسیاری از مولدهای ترافیکی، منابع حریصانه هستند.

## مدل ترافیکی پواسون
مدل تولید ترافیکی سادهٔ مرسوم دیگر، مدلی برای داده‌های مدار گزینی، فرایند پواسون است، در شرایطی که تعداد بسته‌های رسیده یا تماس‌ها در واحد زمانی از توزیع پواسون پیروی کند. طول هر تماس تلفنی معمولاً همانند توزیع نمایی مدل‌سازی می‌شوند. همچنین تعداد تماس‌های تلفنی هم‌زمان از توزیع ارلانگ پیروی می‌کند.

## مدل‌های ترافیکی long-tail
مدل ترافیکی پواسون بی حافظه می‌باشد، به این معنا که به خاصیت انفجاری داده بسته‌ای عکس‌العمل نشان نمی‌دهد، همچنین به عنوان long rang dependency شناخته می‌شود. برای داشتن یک مدل واقعی، یک فرایند خود شبیه مثل توزیع پارتو را می‌توان به عنوان مدل ترافیکی long tail استفاده کرد.

## مدل داده‌ای payload
عموماً محتوای واقعی داده payload مدل‌سازی نشده‌است، اما با بسته‌های ساختگی جایگزین شده‌است. در هر حال اگر بنا باشد داده‌های payload در سمت گیرنده تحلیل شوند به عنوان مثال در خطای بیتی، فرایند برنولی یا به عبارت بهتر دنباله‌ای از اعداد باینری تصادفی مستقل در نظر گرفته می‌شود. در این مورد یک کانال مخابراتی نشان دهنده اختلالات کانال از قبیل نویز، تداخل و اعوجاج می‌باشد.

## مدل‌های ترافیکی استاندارد شده اینترنت
حداقل دو مدل استاندارد شده تولید ترافیک برای شبکه‌های سوئیچینگ بسته‌ای بی سیم وجود دارد: مدل 3GPP2 و مدل آی‌تریپل‌ئی ۸۰۲٫۱۶. مدل 3GPP2 برای پیاده‌سازی بسیار پیچیده می‌باشد، اما فرض بر این است که نتایج بسیار دقیقی را می‌دهد. درک مدل آی‌تریپل‌ئی ۸۰۲٫۱۶ بسیار ساده می‌باشد.

## مدل 3GPP2
در  مدل 3GPP2 شرح داده شده‌است. این مستند انواع مدل‌های ترافیکی زیر را توصیف می‌کند.
- Downlink :
  - پروتکل انتقال ابرمتن (HTTP)/قرارداد هدایت انتقال (TCP)
  - اف‌تی‌پی (FTP)/قرارداد هدایت انتقال (TCP)
  - پروتکل کاربردی بی‌سیم
  - ویدئو بلادرنگ نزدیک
  - صدا
- Uplink :

پروتکل انتقال ابرمتن (HTTP)/قرارداد هدایت انتقال (TCP)
- - اف‌تی‌پی (FTP)/قرارداد هدایت انتقال (TCP)
  - پروتکل کاربردی بی‌سیم
  - صدا
  - بازی‌های شبکه‌ای موبایل

ایده اصلی این است که قرارداد (رایانه)‌های HTTP، FTP و TCP تا حدی پیاده‌سازی شوند. برای مثال، مولد ترافیکی HTTP، دانلود صفحه وب را شبیه‌سازی می‌کند، که شامل تعدادی شیء کوچک (مثل عکس) می‌باشد. یک جریان TCP (به این دلیل است که مولد TCP در این مدل اجباریست) برای دانلود این شیء‌ها مطابق خصوصیات HTTP 1.0 و HTTP1.1 به کار برده شده‌است. این مدل‌ها جزئیات کار این پروتکل‌ها را مد نظر قرار می‌دهند. صدا، WAP و بازی‌های شبکه‌ای موبایل با پیچیدگی کمتری مدلسازی شده‌اند.

## مدل 802.16
مدل 802.16 بسیار ساده‌تر می‌باشد. سه مدل اساسی شرح داده شده‌است:
- فرایند پواسون منقتع (IPP)
- فرایند گسسته منقتع (IDP)
- فرایند تکرار منقتع (IRP)
- شبکه خصوصی مجازی (vps)

این موارد را به منظور شبیه‌سازی انواع مختلف ترافیک وب ترکیب می‌کنند. هر فرایند منقطع ممکن است هر دو وضعیت روشن و خاموش را داشته باشد. بسته‌ها تنها در وضعیت روشن تولید می‌شوند. طول دوره روشن و خاموش و همچنین اندازه بسته‌ها و فاصله بین آن‌ها در هر مدل به صورت مجزا تعریف می‌شوند، تفاوت این مدل‌ها با توجه به تعریف این پارامترها امکانپذیر خواهد بود. این مدل‌ها ممکن است با هم ترکیب شوند. برای مثال: 4IPP چهار جریان IPP با پارامترهای مختلف می‌باشد. HTTP و FTP مانند 4IPP شبیه‌سازی شده‌اند؛ صدا روی پروتکل اینترنت (VOIP) مثل IDP و 2IDP و 4IDP شبیه‌سازی شده‌است؛ ویدئو نیز مانند 2IRP شبیه‌سازی شده‌است.